# Magny-en-Vexin
Magny-en-Vexin – miejscowość i gmina we Francji, w regionie Île-de-France, w departamencie Dolina Oise.
Według danych na rok 2009 gminę zamieszkiwało 5671 osób, a gęstość zaludnienia wynosiła 360 osób/km² (wśród 1287 gmin regionu Île-de-France Magny-en-Vexin plasuje się na 327. miejscu pod względem liczby ludności, natomiast pod względem powierzchni na miejscu 191.).